# Павлоградка
Павлогра́дка — рабочий посёлок, административный центр Павлоградского района Омской области. Центр Павлоградского городского поселения.
Население — 7188 жителей (2023).
Основан в 1898 году.

## Физико-географическая характеристика
Павлоградка расположена в пределах Ишимской равнины, являющейся частью Западно-Сибирской равнины, на высоте 119 метр над уровнем моря. Гидрографическая сеть развита слабо: озёра и реки в окрестностях Павлоградки отсутствуют. Посёлок находится в 99 км к югу от Омска, в 18 км к северу от государственной границы с Республикой Казахстан. Транспортный узел: автомобильными дорогами Павлоградка связана с административными центрами соседних районов — селом Одесское (47 км), посёлками Русская Поляна (59 км) и Нововаршавка (83 км).
Климат
Климат резко континентальный, со значительными перепадами температур зимой и летом (согласно классификации климатов Кёппена — влажный континентальный с прохладным летом (Dfb)). Многолетняя норма осадков — 366 мм. Наибольшее количество осадков выпадает в июле — 60 мм, наименьшее в марте — 13 мм. Среднегодовая температура положительная и составляет +1,5° С, среднесуточная температура самого холодного месяца — января −17,5° С, самого жаркого — июля +19,9° С.
| Показатель                    | Янв.  | Фев.  | Март  | Апр. | Май  | Июнь | Июль | Авг. | Сен. | Окт. | Нояб. | Дек.  | Год  |
| ----------------------------- | ----- | ----- | ----- | ---- | ---- | ---- | ---- | ---- | ---- | ---- | ----- | ----- | ---- |
| Средний суточный максимум, °C | −13   | −12,1 | −4,1  | 8,4  | 18,4 | 24,0 | 25,7 | 22,2 | 16,7 | 6,1  | −4,1  | −10,1 | 6,5  |
| Средняя температура, °C       | −17,5 | −16,9 | −9    | 3,4  | 12,1 | 17,8 | 19,9 | 16,6 | 11,2 | 2,1  | −7,8  | −14,3 | 1,5  |
| Средний суточный минимум, °C  | −21   | −21,7 | −13,9 | −1,5 | 5,8  | 11,7 | 14,2 | 11,1 | 5,7  | −1,8 | −11,5 | −18,4 | −3,4 |
| Норма осадков, мм             | 20    | 14    | 13    | 20   | 32   | 48   | 60   | 50   | 31   | 31   | 26    | 21    | 366  |
| Источник: Климат: Павлоградка |       |       |       |      |      |      |      |      |      |      |       |       |      |

## История
Заселение Павлоградки началось в 1898 году. Первые переселенцы прибыли сюда из Павлоградского уезда Екатеринославской губернии.
Посёлок городского типа — с 1984 года.

## Население
Динамика численности населения по годам:
| 1926  | 1939  | 1959  | 1970  | 1979  | 1989  | 2002  |
| ----- | ----- | ----- | ----- | ----- | ----- | ----- |
| 1529  | ↗3119 | ↗4797 | ↗5567 | ↗7129 | ↗7997 | ↘6223 |
| 2009  | 2010  | 2011  | 2012  | 2013  | 2014  | 2015  |
| ↗6710 | ↗7582 | ↘7572 | ↘7478 | ↘7351 | ↘7176 | ↗7208 |
| 2016  | 2017  | 2018  | 2019  | 2020  | 2021  | 2023  |
| ↘7205 | ↘7154 | ↗7174 | ↘7133 | ↗7144 | ↗7218 | ↘7188 |

Национальный состав
По данным переписи населения 1939 года: украинцы — 66,7 % или 2081 чел., русские — 30,5 % или 951 чел.